# Thyris kasachstanica
Thyris kasachstanica är en fjärilsart som beskrevs av Aleksei Konstantinovich Zagulajev 1987. Thyris kasachstanica ingår i släktet Thyris och familjen Thyrididae. Inga underarter finns listade i Catalogue of Life.